# Bibio nigritus
Bibio nigritus är en tvåvingeart som beskrevs av Charles Howard Curran 1924. Bibio nigritus ingår i släktet Bibio och familjen hårmyggor.
Artens utbredningsområde är Labradorhalvön. Inga underarter finns listade i Catalogue of Life.